# Usines de salpêtre de Humberstone et de Santa Laura
Pour les articles homonymes, voir Humberstone.
Les usines de salpêtre de Humberstone et de Santa Laura sont deux anciens sites de traitement de nitrate de potassium situés dans la Région de Tarapacá au nord du Chili.

## Histoire
L'usine de salpêtre de Santa Laura a été fondée en 1872 par Abraham Guillermo Wendell Tizon. La même année, James Thomas Humberstone crée la Compañía de Nitratos del Perú qui fonde la Oficina La Palma. Les deux usines connaissent un développement rapide qui donne naissance à de véritables petites villes.
Toutefois, La Palma devient l'un des principaux producteurs de salpêtre de la région de Tarapacá tandis que Santa Laura connait une baisse d'activité au cours des vingt premières années du XXe siècle. À partir du début des années 1930, les exploitations subissent les effets de la grande crise de 1929 et surtout de la concurrence de l'ammoniac synthétique produit par le procédé Haber-Bosch pour la fabrication d'engrais. En difficultés, les deux usines de La Palma et de Santa Laura sont reprises par la Cosatan (Compañía Salitrera de Tarapacá y Antofagasta) en 1934. C'est à cette époque qu'en l'honneur de son fondateur, La Palma prend le nom d'Oficina Santiago Humberstone. Un plan de modernisation de l'usine d'Humberstone est alors engagé qui portera le site à l'apogée de son développement au début des années 1940. Mais l'activité décline rapidement par la suite. La Cosatan disparaît en 1958 et les deux sites sont abandonnés en 1960. Classés monuments nationaux en 1970, ils se transforment alors en villes fantômes au milieu du désert d'Atacama et commencent à attirer des touristes.
Les usines sont classées au patrimoine mondial de l'UNESCO et sur la liste du patrimoine mondial en péril en 2005. Elles quittent cette deuxième liste en 2019.
Le site a servi de décor au tournage du film Mirage d’amour avec fanfare (2015). 